# Zhang Zifeng
Zhang Zifeng (Vereenvoudigd Chinees: 张子枫; Traditioneel Chinees: 張子楓) (Sanmenxia, 27 augustus 2001) ook wel bekend als Wendy Zhang, is een Chinese actrice.
Zhang volgde een opleiding aan de Beijing Film Academy in Haidian en wordt in haar geboorteland over het algemeen beschouwd als een van de beste jonge acteurs in China. Op het Internationaal filmfestival van Shanghai in 2020 won ze in de categorie beste actrice een China Movie Channel Media Award voor de film White Sun. Ze stond op de 98e plaats op de Forbes China Celebrity 100-lijst in 2019 en 81e in 2020.

## Filmografie

### Film
Exclusief korte films.
| Jaar | Engelse titel          | Chinese titel  | Rol                       | Opmerkingen      |
| ---- | ---------------------- | -------------- | ------------------------- | ---------------- |
| 2009 | Wushu                  | 武术之少年行   | Xiaofang                  |                  |
| 2010 | Aftershock             | 唐山大地震     | Fang Deng (kind)          |                  |
| 2012 | Back to 1942           | 一九四二       | Meisje gedood door bommen |                  |
| 2012 | Baby Don't Cry         | 宝贝别哭       | Wees                      |                  |
| 2013 | Better and Better      | 越来越好之村晚 | Dorpsmeisje               |                  |
| 2013 | The Palace             | 宮鎖沉香       | Chenxiang (jong)          |                  |
| 2013 | Fake Fiction           | 摩登年代       | Diudiu                    |                  |
| 2014 | My Old Classmate       | 同桌的你       | Zhou Xiaozhi (jong)       |                  |
| 2014 | Mr. Peabody & Sherman  | 天才眼镜狗     | Pei Ni                    | Stem (Mandarijn) |
| 2015 | Detective Chinatown    | 唐人街·探案    | Snow                      |                  |
| 2016 | Phantom of the Theatre | 魔宮魅影       | Kong Lan (jong)           |                  |
| 2017 | How Are You            | 李雷和韩梅梅   | Han Meimei                |                  |
| 2018 | Go Brother!            | 快把我哥带走   | Shi Miao                  |                  |
| 2018 | Last Letter            | 你好，之华     | Zhihua (jong)             |                  |
| 2019 | Desire Game            | 欲念游戏       | Mengmeng                  |                  |
| 2019 | Abominable             | 雪人奇缘       | Xiao Yi                   | Stem (Mandarijn) |
| 2019 | My People, My Country  | 我和我的祖国   |                           |                  |
| 2019 | Adoring                | 宠爱           | Jiang Nan                 |                  |
| 2019 | Begin, Again           | 亲爱的新年好   |                           |                  |
| 2020 | White Sun              | 再见，少年     |                           |                  |
| 2021 | Detective Chinatown 3  | 唐人街探案3    | Snow                      |                  |
| 2021 | Home Sweet Home        | 秘密访客       |                           |                  |
| 2021 | Goodbye My Lad         | 再见，少年     | Li Fei                    |                  |
| 2021 | Sister                 | 我的姐姐       | An Ran                    |                  |

### Televisie
| Jaar | Engelse titel                          | Chinese titel  | Rol                | Opmerkingen |
| ---- | -------------------------------------- | -------------- | ------------------ | ----------- |
| 2008 | Peace Is Blessing                      | 平安是福       | Hulu               | Sitcom      |
| 2008 | Computer Kids                          | 电脑娃娃       | Wang Shasha        | Sitcom      |
| 2008 | The Judge Who Resolves Family Disputes | 清官难断家务事 | Fangfang           | Sitcom      |
| 2008 | Rather Be a Woman                      | 宁为女人       | Xu Xuefang (kind)  |             |
| 2009 | Local Wives, Migrant Husbands          | 本地媳妇外来郎 | Wanzi              | Sitcom      |
| 2009 | Invincible Love                        | 大爱无敌       | Xu Jiajia          |             |
| 2009 | Dragon Beard Ditch                     | 龙须沟         | Niuzi (kind)       |             |
| 2009 | Secret Train                           | 秘密列車       | Xie Tiantian       |             |
| 2010 | I Want a Home                          | 我要一个家     | Meng Xiaolu (kind) |             |
| 2010 | You Are My Life                        | 你是我的生命   | Nan Bingjie (kind) |             |
| 2010 | Mom, I Love You                        | 妈妈我爱你     | Zhang Yao (kind)   |             |
| 2011 | My Father's Name Is Bench              | 我的父亲是板凳 | Hong'er            |             |
| 2011 | Emotions War                           | 情感战争       | Gu Le              |             |
| 2012 | Dad Come Home                          | 老爸回家       | Huo Cong           |             |
| 2012 | Healing Hands                          | 心术           | Nannan             |             |
| 2012 | Happiness Blossom                      | 幸福绽放       | Xia Fei (jong)     |             |
| 2013 | Longmen Express                        | 龙门镖局       | Xiaoxuerong        |             |
| 2013 | Shining Days                           | 璀璨人生       | Yu Fei (jong)      |             |
| 2014 | Hero in a Mask                         | 面具俠         | Walnut             |             |
| 2016 | A Love for Separation                  | 小别离         | Fang Duoduo        |             |
| 2017 | Boyhood                                | 我们的少年时代 | Li Zi              |             |
| 2017 | Inference Notes                        | 推理笔记       | Xia Zao'an         |             |
| 2018 | One and Another Him                    | 我和两个Ta     | Lin Yuan           |             |